# ریزشهاب‌واره

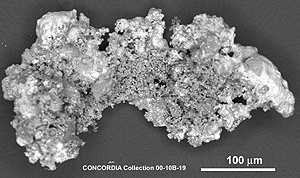
ریزشهاب‌سنگی که میان برف قطب جنوب یافت شده‌است پیش از ورودش به جو زمین یک ریزشهابواره بوده‌است.

ریزشهاب‌واره (انگلیسی: Micrometeoroid) یک شهاب سنگ کوچک است؛ ذره کوچکی از سنگ که در فضا سرگردان است و معمولاً کمتر از یک گرم وزن دارند. ریزشهاب‌واره‌ها را اگر از جو زمین عبور کنند و به سطح زمین برسند ریزشهابسنگ می‌نامند.

## مطالعات علمی
ریزشهاب‌واره‌ها قطعه‌های بسیار کوچک سنگ یا فلز هستند که اغلب از قطعات بزرگ اجرامی که در منظومه شمسی وجود دارند جدا شده‌اند. ریزشهاب‌واره‌ها در فضا بسیار شایع بوده و یکی از مهم‌ترین فاکتورهای فرسایندگی در فضا هستند. هنگامی که آنها به سطح ماه یا اجرام دیگری مانند سیاره عطارد، سیارکها و غیره، برخورد می‌کنند باعث ذوب شدن و تبخیر سطح آنها و در نتیجه تیره شدن و تغییرات نوری در سنگ‌پوشه آنها می‌شوند. به منظور درک بهتر جمعیت ریزشهاب‌واره‌ها، تعدادی از فضاپیماها (از جمله Lunar Orbiter 1، لونا ۳، Mars 1 و Pioneer 5) دارای آشکارسازهای ریزشهابواره شدند.

در سال ۱۹۵۷، هانس پترسون یکی از اولین اندازه‌گیری‌های مستقیم سقوط غبار بین سیاره‌ای در زمین را انجام داد، و آن را ۱۴٬۳۰۰٬۰۰۰ تن در سال تخمین زد.

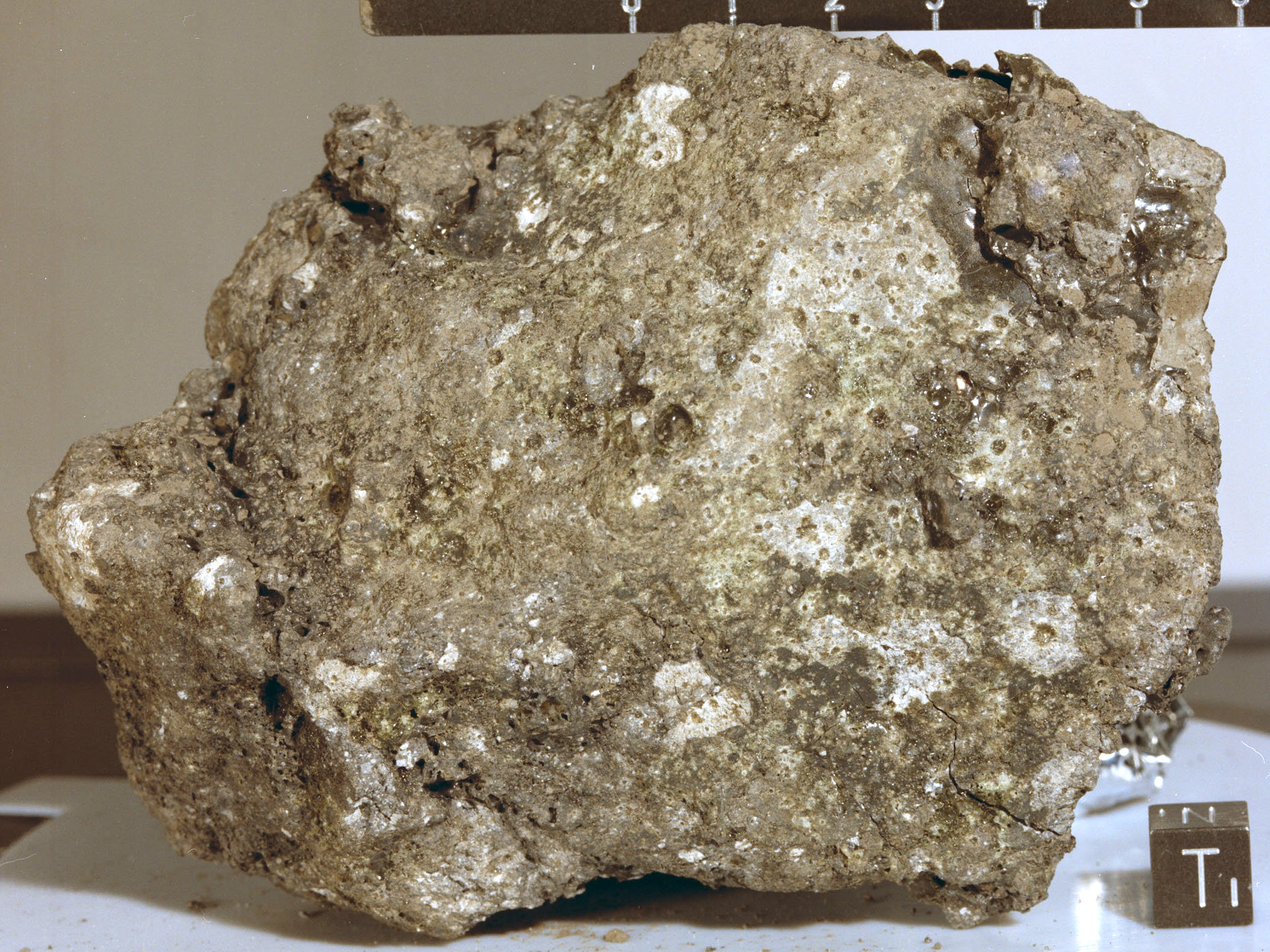
سنگ آورده شده از ماه طی عملیات آپولو۱۶ با شماره ۶۱۱۹۵ نشاندهنده حفره‌های بسیار ریزی است که توسط برخورد ریزشهاب‌واره‌ها ایجاد شده‌است.

ریزشهاب‌واره‌ها به دلیل نسبت سطح به جرمی که دارند دارای مدار ناپایداری هستند. ریزشهاب‌واره‌هایی که به زمین می‌چسبند می‌توانند اطلاعات مربوط به مقیاس گرمایی موجود در ابر خورشیدی را ارائه دهند. شهابسنگها و ریزشهاب‌سنگ‌ها (که به سطح زمین می‌رسند) تنها در مناطقی یافت می‌شوند که در آن هیچ رسوبی وجود ندارد مثل مناطق قطبی. یخ موجود در آن مناطق جمع‌آوری شده و سپس ذوب و فیلتر می‌شود تا ریزشهاب‌سنگ‌ها بتوانند تحت یک میکروسکوپ استخراج شوند.
ریزشهاب‌واره‌ها در هنگام ورود به جو زمین به دلیل سطح محدودی که دارند دمای قابل توجهی پیدا نمی‌کنند. جمع‌آوری این ذرات توسط هواپیما در دهه ۱۹۷۰ آغاز شد و از آن زمان به بعد، با جمع‌آوری نمونه‌هایی از غبار استراتوسفری (که به ذرات براونلی مشهورند)، مطالعه در مورد غبار بین سیاره ای جزء مهمی تحقیقات علوم سیاره‌ای بدل گشت.

## تأثیر بر عملکرد فضاپیماها
ریزشهاب‌واره‌ها تهدیدی برای اکتشافات فضایی محسوب می‌شوند. سرعت متوسط آنها نسبت به یک فضاپیما در مدار، ۱۰ کیلومتر در ثانیه (۳۶۰۰۰ کیلومتر در ساعت) است. مقاومت به برخورد ریزشهاب‌واره‌ای یک چالش مهم برای طراحان فضاپیماها و پوشش فضانوردان است (نگاه کنید به پوشش ریزشهاب‌واره‌ای گرمایی). در حالی که اندازه کوچک اکثر ریزشهاب‌واره‌ها آسیب وارده را محدود می‌کنند اما برخورد با سرعت بسیار بالا و به‌طور مداوم پوشش بیرونی فضاپیما را در روشی مشابه با ساب‌پاشی کردن تخریب می‌کند. قرار گرفتن طولانی مدت در معرض این برخوردها می‌تواند عملکرد سیستم‌های فضاپیما را تهدید کند.
برخورد اشیاء کوچک با سرعت بسیار بالا موضوع تحقیقات جاری در رشته بالستیک ترمینال است. (شتاب دادن به اشیایی تا این حد از سرعت دشوار است و تکنیک‌های فعلی برای این امر شامل موتورهای خطی و بار شکل یافته است.) این موضوع برای اشیایی مانند ماهواره‌ها که برای مدت زمان طولانی در فضا هستند بسیار خطرناک است و برای ساخت سیستم‌های بالابر کم هزینه مانند کمند فضایی، آسانسور فضایی و سفینه‌های مداری ایجاد مشکل می‌کند.